# Ribmonski sporazum
Ribmonski sporazum, sklenjen leta 880, je bil zadnji od štirih sporazumov, s katerimi se je delilo Frankovsko cesarstvo. Sporazum so podpisali nemški kralj Ludvik Mlajši in zahodnofrankovska kralja Ludvik III. in Karlman II.
Po smrti Karla Plešastega je Ludvik Mlajši s sporazumom  v Fouronsu novembra 878 zagotovil prijateljstvo Karlovega naslednika Ludvika Jecljavega. Sporazum je bil na prvi preskušnji, ko je aprila 879 Ludvik Jecljavi umrl. Delegacija zahodnih Frankov pod vodstvom pariškega škofa Gauzlina, kasnejšega branilca mesta pred Vikingi, je povabila Ludvika Mlajšega, naj prevzame oblast nad Zahodno Frakovsko. Ker je to idejo podpirala tudi Ludvikova  žena Luitgarda, je Ludvik Mlajši vdrl v Zahodno Frankovsko, prišel do Verduna in se nato umaknil, ko sta mu njegova nečaka  Ludvik III. in Karlman II. prepustila svoj delež Lotaringije.
Medtem se je Boso, plemič karolinškega rodu, razglasil za kralja Provanse (Spodnja Burgundija). Na severu so Vikingi nadaljevali s svojimi napadi. Da bi se karolinški kralji lahko uspešno soočili z vsemi temi grožnjami, so sklenili svoja nesoglasja odložiti na boljše čase in se skupaj spopasti z grožnjami. Kralji so se srečali v Ribemontu v današnji Aisneju. V zameno za nevtralnost Ludvika Mlajšega sta frankovska kralja potrdila Ludvikovo oblast nad  celotno Lotaringijo. Sporazum je vključeval tudi njen zahodni del, ki ga je Zahodna Frankovska prej pridobila z Mersenskim sporazumom. Brata sta se nato lahko svobodno ukvarjala z Bosom.
Meja med Frankovsko in Svetim rimskim cesarstvom je ostala večinoma nespremenjena do poznega srednjega veka.

## Prejšnji frankovski sporazumi
- Verdunski sporazum (843)
- Prümski sporazum (855)
- Mersenski sporazum (870)

## Vira
- Manfred Scheuch. Historischer Atlas Deutschland. Weltbild, Augsburg 2006, ISBN 3-8289-0358-4. str. 19.
- Karl Ferdinand Werner. Gauzlin von Saint-Denis und die westfränkische Reichsteilung von Amiens (marec 880). Ein Beitrag zur Vorgeschichte von Odos Königtum. V: Deutsches Archiv für Erforschung des Mittelalters, Band 35, 1979, str. 395–462.